# Општина Закатекас (Закатекас)
Закатекас (шп. Zacatecas) општина је у Мексику у савезној држави Закатекас. Општина се налази на надморској висини од 2426 м.

## Становништво
Према подацима из 2010. у општини је живело 138176 становника.

### Хронологија
| Година       | 2000                   | 2005                   | 2010                   |
| ------------ | ---------------------- | ---------------------- | ---------------------- |
| Становништво | 123899 (59493 / 64406) | 132035 (63312 / 68723) | 138176 (66297 / 71879) |

### Попис
| \| \| м \| \| \| ж \| \| 0—2 \| 3.668 \| \| \| 3.430 \| \| 3—5 \| 3.742 \| \| \| 3.681 \| \| 6—11 \| 7.742 \| \| \| 7.382 \| \| 12—14 \| 3.567 \| \| \| 3.533 \| \| 15—17 \| 3.752 \| \| \| 3.721 \| \| 18—24 \| 8.917 \| \| \| 9.264 \| \| 60+ \| 5.367 \| \| \| 6.633 \| \| Просек : \| 29,3 \| \| \| 30,8 \| |       |  |  |       |
| |       |  |  |       |
| | м     |  |  | ж     |
| 0—2 | 3.668 |  |  | 3.430 |
| 3—5 | 3.742 |  |  | 3.681 |
| 6—11 | 7.742 |  |  | 7.382 |
| 12—14 | 3.567 |  |  | 3.533 |
| 15—17 | 3.752 |  |  | 3.721 |
| 18—24 | 8.917 |  |  | 9.264 |
| 60+ | 5.367 |  |  | 6.633 |
| Просек : | 29,3  |  |  | 30,8  |

| #   | Индикатор                                                                                        | Вредност |
| --- | ------------------------------------------------------------------------------------------------ | -------- |
| 1   | Становништво од 0 до 2 године                                                                    | 7098     |
| 2   | Мушко становништво од 0 до 2 године                                                              | 3668     |
| 3   | Женско становништво од 0 до 2 године                                                             | 3430     |
| 4   | Становништво са 3 и више година                                                                  | 128516   |
| 5   | Мушко становништво са 3 и више година                                                            | 61344    |
| 6   | Женско становништво са 3 и више година                                                           | 67172    |
| 7   | Становништво са 5 и више година                                                                  | 123547   |
| 8   | Мушко становништво са 5 и више година                                                            | 58882    |
| 9   | Женско становништво са 5 и више година                                                           | 64665    |
| 10  | Становништво са 12 и више година                                                                 | 105969   |
| 11  | Мушко становништво са 12 и више година                                                           | 49860    |
| 12  | Женско становништво са 12 и више година                                                          | 56109    |
| 13  | Становништво са 15 и више година                                                                 | 98869    |
| 14  | Мушко становништво са 15 и више година                                                           | 46293    |
| 15  | Женско становништво са 15 и више година                                                          | 52576    |
| 16  | Становништво са 18 и више година                                                                 | 91396    |
| 17  | Мушко становништво са 18 и више година                                                           | 42541    |
| 18  | Женско становништво са 18 и више година                                                          | 48855    |
| 19  | Становништво од 3 до 5 година                                                                    | 7423     |
| 20  | Мушко становништво од 3 до 5 година                                                              | 3742     |
| 21  | Женско становништво од 3 до 5 година                                                             | 3681     |
| 22  | Становништво од 6 до 11 година                                                                   | 15124    |
| 23  | Мушко становништво од 6 до 11 година                                                             | 7742     |
| 24  | Женско становништво од 6 до 11 година                                                            | 7382     |
| 25  | Становништво од 8 до 14 година                                                                   | 17310    |
| 26  | Мушко становништво од 8 до 14 година                                                             | 8779     |
| 27  | Женско становништво од 8 до 14 година                                                            | 8531     |
| 28  | Становништво од 12 до 14 година                                                                  | 7100     |
| 29  | Мушко становништво од 12 до 14 година                                                            | 3567     |
| 30  | Женско становништво од 12 до 14 година                                                           | 3533     |
| 31  | Становништво од 15 до 17 година                                                                  | 7473     |
| 32  | Мушко становништво од 15 до 17 година                                                            | 3752     |
| 33  | Женско становништво од 15 до 17 година                                                           | 3721     |
| 34  | Становништво од 18 до 24 године                                                                  | 18181    |
| 35  | Мушко становништво од 18 до 24 године                                                            | 8917     |
| 36  | Женско становништво од 18 до 24 године                                                           | 9264     |
| 37  | Женско становништво од 15 до 49 година                                                           | 39343    |
| 38  | Становништво са 60 и више година                                                                 | 12000    |
| 39  | Мушко становништво са 60 и више година                                                           | 5367     |
| 40  | Женско становништво са 60 и више година                                                          | 6633     |
| 41  | Однос између мушкараца и жена                                                                    | 92.23    |
| 42  | Становништво од нуле до 14 година                                                                | 36745    |
| 43  | Становништво од 15 до 64 године                                                                  | 90974    |
| 44  | Становништво од 65 година и више                                                                 | 7895     |
| 45  | Просечан број деце                                                                               | 2.19     |
| 46  | Становништво рођено у ентитету                                                                   | 120284   |
| 47  | Мушко становништво рођено у ентитету                                                             | 57535    |
| 48  | Женско становништво рођено у ентитету                                                            | 62749    |
| 49  | Становништво рођено у другом ентитету                                                            | 14077    |
| 50  | Мушко становништво рођено у другом ентитету                                                      | 6852     |
| 51  | Женско становништво рођено у другом ентитету                                                     | 7225     |
| 52  | Становништво од 5 година и више резидентно у ентитету у јуну 2005. године                        | 118325   |
| 53  | Мушко становништво старосног доба од 5 година и више, резидентно у ентитету у јуну 2005. године  | 56017    |
| 54  | Женско становништво старосног доба од 5 и више година, резидентно у ентитету у јуну 2005. године | 62308    |
| 55  | Становништво од 5 година и више које је живело у другом ентитету у јуну 2005. године             | 3409     |
| 56  | Мушко становништво старије од 5 година које је живело у другом ентитету у јуну 2005. године      | 1773     |
| 57  | Женско становништво старије од 5 година које је живело у другом ентитету у јуну 2005. године     | 1636     |
| 58  | Становништво од 3 године и више које говори аутохтони језик                                      | 538      |
| 59  | Мушко становништво старо 3 године и више које говори аутохтони језик                             | 297      |
| 60  | Женско становништво старо 3 године и више које говори аутохтони језик                            | 241      |
| 61  | Становништво од 3 године и више које говори аутохтони језик и не говори шпански језик            | 2        |
| 62  | Мушко становништво старо 3 године и више које говори аутохтони језик и не говори шпански         | 1        |
| 63  | Женско становништво старо 3 године и више које говори аутохтони језик и не говори шпански језик  | 1        |
| 64  | Становништво старо 3 године и више које говори аутохтони језик и шпански                         | 269      |
| 65  | Мушко становништво старо 3 године и више које говори аутохтони језик и шпански                   | 141      |
| 66  | Женско становништво старо 3 године и више које говори аутохтони језик и шпански                  | 128      |
| 67  | Становништво од 5 година и више које говори аутохтони језик                                      | 520      |
| 68  | Становништво од 5 година и више које говори аутохтони језик и не говори шпански језик            | 2        |
| 69  | Становништво од 5 година и више које говори аутохтони језик и говори шпански језик               | 262      |
| 70  | Становништво у домородачким домаћинствима                                                        | 1131     |
| 71  | Становништво са ограничењима у активностима                                                      | 4989     |
| 72  | Становништво са ограниченим ходањем или кретањем, горе или доле                                  | 2888     |
| 73  | Становници са ограничењима вида, чак и уз кориштење сочива                                       | 1310     |
| 74  | Становништво са ограничењима говора, комуникације или конверзације                               | 362      |
| 75  | Становништво са ограниченим слухом                                                               | 485      |
| 76  | Становништво са ограничењима при одевању, купању или јелу                                        | 247      |
| 77  | Становништво са ограничењима у опажању или учењу једноставних ствари                             | 243      |
| 78  | Становништво са менталним ограничењима                                                           | 558      |
| 79  | Становништво без ограничења активности                                                           | 129908   |
| 80  | Становништво од 3 до 5 година које не похађа школу                                               | 2512     |
| 81  | Мушко становништво од 3 до 5 година које не похађа школу                                         | 1279     |
| 82  | Женско становништво од 3 до 5 година које не похађа школу                                        | 1233     |
| 83  | Становништво од 6 до 11 година које не похађа школу                                              | 271      |
| 84  | Мушко становништво од 6 до 11 година које не похађа школу                                        | 143      |
| 85  | Женско становништво од 6 до 11 година које не похађа школу                                       | 128      |
| 86  | Становништво од 12 до 14 година које не похађа школу                                             | 452      |
| 87  | Мушко становништво од 12 до 14 година које не похађа школу                                       | 245      |
| 88  | Женско становништво од 12 до 14 година које не похађа школу                                      | 207      |
| 89  | Становништво од 15 до 17 година похађа школу                                                     | 5463     |
| 90  | Мушко становништво од 15 до 17 година похађа школу                                               | 2679     |
| 91  | Женско становништво између 15 и 17 година живота у школи                                         | 2784     |
| 92  | Становништво од 18 до 24 године похађа школу                                                     | 8069     |
| 93  | Мушко становништво од 18 до 24 године похађа школу                                               | 3918     |
| 94  | Женско становништво од 18 до 24 године похађа школу                                              | 4151     |
| 95  | Становништво од 8 до 14 година које не може да чита и пише                                       | 179      |
| 96  | Мушко становништво старосног доба од 8 до 14 година које не може да чита и пише                  | 123      |
| 97  | Женско становништво старосног доби од 8 до 14 година које не може да чита и пише                 | 56       |
| 98  | Становништво од 15 година и више које је неписмено                                               | 2108     |
| 99  | Мушко становништво од 15 година и више које је неписмено                                         | 803      |
| 100 | Женско становништво од 15 година и више које је неписмено                                        | 1305     |
| 101 | Становништво старо 15 и више година без школовања                                                | 2815     |
| 102 | Мушко становништво старо 15 и више година без школовања                                          | 1207     |
| 103 | Женско становништво старо 15 и више година без школовања                                         | 1608     |
| 104 | Становништво старосног доба 15 и више година са непотпуним основним образовањем                  | 8390     |
| 105 | Мушко становништво старосног доба од 15 година и више са непотпуном основним образовањем         | 3855     |
| 106 | Женско становништво старосног доба 15 и више година са непотпуном основним образовањем           | 4535     |
| 107 | Становништво старо 15 и више година са комплетним основним образовањем                           | 12773    |
| 108 | Мушко становништво старо 15 година и више са комплетним основним образовањем                     | 6034     |
| 109 | Женско становништво старо 15 и више година са комплетним основним образовањем                    | 6739     |
| 110 | Становништво старосног доба 15 и више година са непотпуним средњим образовањем                   | 5306     |
| 111 | Мушко становништво старосног доба од 15 година и више са непотпуним средњим образовањем          | 2932     |
| 112 | Женско становништво старосног доба од 15 година и више са непотпуним средњим образовањем         | 2374     |
| 113 | Становништво старо 15 и више година са пуним секундарном образовањем                             | 18294    |
| 114 | Мушко становништво старосног доба од 15 година и више са пуним секундарном образовањем           | 8878     |
| 115 | Женско становништво старосног доба од 15 година и више са пуним секундарном образовањем          | 9416     |
| 116 | Становништво старије од 18 година са постосновним образовањем                                    | 46869    |
| 117 | Мушко становништво старије од 18 година са постосновним образовањем                              | 21694    |
| 118 | Женско становништво старије од 18 година са постосновним образовањем                             | 25175    |
| 119 | Просечна оцена школовања                                                                         | 10.5     |
| 120 | Просечан ниво образовања мушке популације                                                        | 10.51    |
| 121 | Просечан ниво образовања женског становништва                                                    | 10.49    |
| 122 | Економски активно становништво                                                                   | 57621    |
| 123 | Економски активна мушка популација                                                               | 35315    |
| 124 | Економски активна женска популација                                                              | 22306    |
| 125 | Становништво које није економски активно                                                         | 48002    |
| 126 | Мушко становништво које није економски активно                                                   | 14365    |
| 127 | Женско становништво које није економски активно                                                  | 33637    |
| 128 | Запослено становништво                                                                           | 55389    |
| 129 | Запослено мушко становништво                                                                     | 33634    |
| 130 | Запослено женско становништво                                                                    | 21755    |
| 131 | Незапослена популација                                                                           | 2232     |
| 132 | Незапослена мушка популација                                                                     | 1681     |
| 133 | Незапослена женска популација                                                                    | 551      |
| 134 | Становништво без права на здравствене услуге                                                     | 31196    |
| 135 | Становништво које има право на здравствене услуге                                                | 104160   |
| 136 | Становништво које има право на ИМСС                                                              | 69606    |
| 137 | Становништво које има право на социјално осигурање                                               | 19305    |
| 138 | Становништво које има право на државно социјално осигурање                                       | 740      |
| 139 | Становништво које има право на опште осигурање или здравствено осигурање за нову генерацију      | 15563    |
| 140 | Становништво које је било једном или није било у браку током 12 година и више                    | 38657    |
| 141 | Венчано или уједињено становништво од 12 година и више                                           | 56916    |
| 142 | Становништво које је било у браку или уједињено 12 година и више                                 | 10147    |
| 143 | Становништво са католичком религијом                                                             | 126321   |
| 144 | Протестанти, еванђелисти и библијски следбеници различити од еванђелиста                         | 5733     |
| 145 | Становништво са другим религијама различитим од претходних                                       | 82       |
| 146 | Становништво без религије                                                                        | 2676     |
| 147 | Укупно пописаних домаћинства                                                                     | 35388    |
| 148 | Пописна домаћинства на челу са мушкарцима                                                        | 25783    |
| 149 | Пописна домаћинства на челу са женама                                                            | 9605     |
| 150 | Становништво у пописним домаћинствима                                                            | 135206   |
| 151 | Становништво у пописним домаћинствима на челу са мушкарцима                                      | 103706   |
| 152 | Становништво у пописним домаћинствима на челу са женама                                          | 31500    |
| 153 | Укупно домаћинстава                                                                              | 45814    |
| 154 | Укупно насељених домаћинстава                                                                    | 36249    |
| 155 | Укупно приватних кућа                                                                            | 44953    |
| 156 | Насељени приватни домови                                                                         | 35388    |
| 157 | Укупно насељених приватних кућа                                                                  | 36234    |
| 158 | Ненасељене приватне куће                                                                         | 6144     |
| 159 | Појединачна домаћинства за привремену употребу                                                   | 3421     |
| 160 | Становници у насељеним приватним кућама                                                          | 135206   |
| 161 | Насељеност станара у приватним становима                                                         | 3.82     |
| 162 | Просечно становника по соби у приватним насељеним домаћинствима                                  | 0.81     |
| 163 | Појединачна домаћинства са подовима од различитих материјала од земље                            | 34870    |
| 164 | Појединачна домаћинства у приземљу                                                               | 394      |
| 165 | Појединачна домаћинства са једном спаваћом собом                                                 | 7297     |
| 166 | Појединачна домаћинства са две спаваће собе и више                                               | 27980    |
| 167 | Појединачна домаћинства са једним собом                                                          | 781      |
| 168 | Појединачна домаћинства са две собе                                                              | 2579     |
| 169 | Појединачна домаћинства са 3 собе и више                                                         | 31896    |
| 170 | Појединачна домаћинства која имају електрично светло                                             | 35125    |
| 171 | Појединачна домаћинства која немају електрично светло                                            | 199      |
| 172 | Појединачна домаћинства која имају водоводну воду у стамбеном простору                           | 34596    |
| 173 | Појединачна домаћинства која немају водоводну воду у стамбеном простору                          | 668      |
| 174 | Појединачна домаћинства која имају тоалет                                                        | 34893    |
| 175 | Појединачна домаћинства која имају канализацију                                                  | 34810    |
| 176 | Појединачна домаћинства која немају канализацију                                                 | 417      |
| 177 | Појединачна домаћинства која имају електрично светло, довод воде из јавне мреже и канализацију   | 34274    |
| 178 | Појединачна домаћинства без икаквих услова                                                       | 101      |
| 179 | Појединачна домаћинства која имају радио                                                         | 31766    |
| 180 | Појединачна домаћинства која имају телевизор                                                     | 34787    |
| 181 | Појединачна домаћинства која имају фрижидер                                                      | 32907    |
| 182 | Појединачна домаћинства која имају машину за веш                                                 | 31093    |
| 183 | Појединачна домаћинства која имају аутомобил или комби                                           | 22597    |
| 184 | Појединачна домаћинства која имају рачунар                                                       | 17090    |
| 185 | Појединачна домаћинства која имају фиксну телефонску линију                                      | 20275    |
| 186 | Појединачна домаћинства која имају мобилни телефон                                               | 28098    |
| 187 | Појединачна домаћинства која имају приступ интернету                                             | 12807    |